# Martha Gustafson
Martha Sandoval Gustafson (Tampico, 8 gennaio 1950) è un'atleta paralimpica, nuotatrice e tennistavolista messicana naturalizzata canadese. Vincitrice di 19 medaglie paralimpiche in tre differenti edizioni dei Giochi. Nel 2020, è stata inserita nella Canadian Disability Hall of Fame.

## Biografia
Gustafson nacque a Tampico, in Messico, l'8 gennaio 1950. Quando era solo una bambina contrasse la poliomielite che la costrinse su una sedia a rotelle. Cominciò poi a praticare vari sport tra cui il getto del peso e il curling. Nel 1981, si trasferì dal Messico per andare a Toronto.

### Carriera sportiva
Gustafson partecipò in rappresentanza del Messico ai Giochi paralimpici del 1976 e del 1980. Nelle suddette Paralimpiadi ottenne ben dieci medaglie, di cui sei d'oro.
Dopo essersi trasferita in Canada, rappresentò la nazione con la foglia d'acero ai Giochi paralimpici del 1984, in cui conquistò sette medaglie. Prese parte anche ai Giochi di Seul 1988, senza vincere alcuna medaglia.
In seguito, Gustafson vinse anche una medaglia di bronzo ai campionati mondiali di atletica paralimpica 2011 nella gara di getto del peso. Nel 2019, vinse una medaglia di bronzo nei Giochi parapanamericani nella gara di lancio del disco.
Tra i vari riconoscimenti ottenuti da Gustafson ci sono il premio Atleta donna con disabilità dell'anno ottenuto agli Ontario Sports Awards nel 2010 e nel 2011.

## Palmarès

### Per ilMessico
| Anno | Manifestazione     | Sede    | Evento                                   | Risultato | Prestazione | Note |
| ---- | ------------------ | ------- | ---------------------------------------- | --------- | ----------- | ---- |
| 1976 | Giochi paralimpici | Toronto | Atletica leggera - 60 metri 1B           | Oro       |             |      |
| 1976 | Giochi paralimpici | Toronto | Atletica leggera - Lancio della clava 1B | Oro       |             |      |
| 1976 | Giochi paralimpici | Toronto | Atletica leggera - Lancio del disco 1B   | Oro       |             |      |
| 1976 | Giochi paralimpici | Toronto | Nuoto - 25 metri dorso 1B                | Argento   |             |      |
| 1976 | Giochi paralimpici | Toronto | Nuoto - 25 metri rana 1B                 | Argento   |             |      |
| 1976 | Giochi paralimpici | Toronto | Tennistavolo - Singolo 1C                | Argento   |             |      |
| 1980 | Giochi paralimpici | Arnhem  | Atletica leggera - Lancio del disco 1B   | Oro       |             |      |
| 1980 | Giochi paralimpici | Arnhem  | Atletica leggera - 60 metri 1B           | Argento   |             |      |
| 1980 | Giochi paralimpici | Arnhem  | Atletica leggera - Lancio della clava 1B | Argento   |             |      |
| 1980 | Giochi paralimpici | Arnhem  | Atletica leggera - Getto del peso 1B     | Argento   |             |      |
| 1980 | Giochi paralimpici | Arnhem  | Nuoto - 25 m dorso 1B                    | Oro       |             |      |
| 1980 | Giochi paralimpici | Arnhem  | Nuoto - 25 m stile libero 1B             | Oro       |             |      |

### Per ilCanada
| Anno | Manifestazione                                       | Sede                      | Evento                                 | Risultato | Prestazione | Note |
| ---- | ---------------------------------------------------- | ------------------------- | -------------------------------------- | --------- | ----------- | ---- |
| 1984 | Giochi paralimpici                                   | Stoke Mandeville New York | Atletica leggera - 100 metri 1A        | Oro       |             |      |
| 1984 | Giochi paralimpici                                   | Stoke Mandeville New York | Atletica leggera - 200 metri 1A        | Oro       |             |      |
| 1984 | Giochi paralimpici                                   | Stoke Mandeville New York | Atletica leggera - 400 metri 1A        | Oro       |             |      |
| 1984 | Giochi paralimpici                                   | Stoke Mandeville New York | Atletica leggera - 800 metri 1A        | Oro       |             |      |
| 1984 | Giochi paralimpici                                   | Stoke Mandeville New York | Atletica leggera - Lancio del disco 1B | Oro       |             |      |
| 1984 | Giochi paralimpici                                   | Stoke Mandeville New York | Nuoto - 25 metri stile libero 1B       | Oro       |             |      |
| 1984 | Giochi paralimpici                                   | Stoke Mandeville New York | Nuoto - 25 metri dorso 1B              | Argento   |             |      |
| 2011 | Campionati del mondo di atletica leggera paralimpica | Christchurch              | Getto del peso F52 - F53               | Bronzo    | 3,45 m      |      |
| 2019 | Giochi parapanamericani                              | Lima                      | Lancio del disco                       | Bronzo    | 3,45 m      |      |